# Экзаменационная сессия
Экзаменационная се́ссия или просто сессия (от лат. sessio) — период массовой сдачи экзаменов в учебном заведении, где принята курсовая или предметно-курсовая система обучения.
Наибольшее распространение в России получила схема с двумя сессиями — зимней и весенней. Они устанавливаются учебным планом с учетом количества экзаменов и зачетов: в вузе, как правило, экзаменов не больше шести штук за одну сессию. Между экзаменами должен проходить установленный промежуток времени на подготовку к экзамену: как правило, не менее трёх дней.
У студентов-заочников сессия двух типов.
- Установочная — это время для ознакомления учащимися с предметом, получение знаний по дисциплинам, список литературы, методические пособия и задания.
- Зачетно или лабораторно-экзаменационная это период, когда студенты готовят и сдают контрольные работы и задания, назначенные на установочной сессии[3].